# Bükkzsérc
Bükkzsérc é um município da Hungria, situado no condado de Borsod-Abaúj-Zemplén. Tem 37,25 km² de área e sua população em 2015 foi estimada em 957 habitantes.